# کیجو کورهونن
کیجو کورهونن (انگلیسی: Keijo Korhonen; زادهٔ ۲۳ فوریهٔ ۱۹۳۴ – درگذشتهٔ ۶ ژوئن ۲۰۲۲) سیاستمدار و استاد دانشگاه اهل فنلاند بود. وی از ۲۹ سپتامبر ۱۹۷۶ تا ۱۵ مهٔ ۱۹۷۷ وزیر امور خارجه این کشور بود.
کیجو کورهونن در ۶ ژوئن ۲۰۲۲، در سن ۸۸ سالگی درگذشت.